# Angelo Besozzi
Pour les articles homonymes, voir Besozzi.
Angelo Besozzi (né le 6 mars 1891 à Turin et mort le 13 mai 1974 à Rome) est un footballeur italien, qui a évolué au poste d'attaquant.

## Biographie
Besozzi n'a connu qu'un seul club durant sa carrière de footballeur, l'équipe piémontaise de la Juventus, club où il arrive en 1909. 
Son premier match a lieu lors du Derby della Mole contre le Torino FC le 10 janvier 1909, match qui voit la Juve perdre 1-0, tandis que son dernier match pour le club fut le 1er mars 1914 contre l'AC Milanese pour une victoire 6-1. En tout, il a marqué 5 buts en 36 matchs avec la Vieille Dame.
À la fin de la Grande Guerre, il retrouve son club de la Juventus, cette fois dans la direction du club.

### Statistiques
| Saison         | Club           | Championnat     | Championnat | Championnat |
| Saison         | Club           | Compétition     | Matchs      | Buts        |
| -------------- | -------------- | --------------- | ----------- | ----------- |
| 1909           | Juventus       | Prima categoria | 3           | 0           |
| 1909-1910      | Juventus       | Prima categoria | 1           | 0           |
| 1910-1911      | Juventus       | Prima categoria | 11          | 2           |
| 1911-1912      | Juventus       | Prima categoria | 14          | 3           |
| 1912-1913      | Juventus       | Prima categoria | 6           | 0           |
| 1913-1914      | Juventus       | Prima categoria | 1           | 0           |
| Total Juventus | Total Juventus |                 | 36          | 5           |
| Total carrière | Total carrière |                 | 36          | 5           |